# Teodozijeve zidine
Teodozijeve zidine (grčki: τείχος Θεοδοσιακόν, teichos Theodosiakon) su vanjske gradske zidine Konstantinopola (Istanbul) u današnjoj Turskoj; izgrađene za vladavine Teodozija II., vladara Istočnog Rimskog Carstva od 408. – 450. godine. One su posljednji veliki fortifikacijski kompleks antike i jedan od najkompliciranijih i najraskošnijih obrambenih sustava koji je ikad izgrađen.

## Povijest
Konstantinopolske zidine oko povijesne jezgre grada je izgradio još car Konstantin I. Veliki u 4. stoljeću, no u 5. stoljeću grad je rastao izvan zidina i car Teodozije je dao izgraditi dvostruke zidine nekih 1500 metara od Konstantinovih. Većinu zidina izgradio je Teodozijev arhitekt Antemije do 413. godine, no nakon snažnih potresa 447. i 448. godine, Teodozije je naredio njihovu obnovu koju je proveo prefekt Konstantin u samo 60 dana (zbog opasnosti koju je predstavljao Atila).
Iako nisu svi dijelovi zidina bili snažno utvrđeni, bile su neprobojne za sve srednjovjekovne opsade i tako su više puta sačuvale Bizantsko Carstvo. Konstantinopol su uzalud opsjedali Avari, Arapi, Kijevska Rus' i Bugari.
Tek su križari prilikom druge opsade Konstantinopola 1204. godine (Četvrti križarski rat) uspjeli prodrijeti i opustošiti grad. Aleksije Stratigopul, Nicejski general, je 1261. godine ponovno osvojio grad prosrijevši u slabo čuvan dio grada uz pomoć iznutra i okončao je Latinsko Carstvo.
Proširenom upotrebom baruta i topova zidine su postale ranjive u 15. stoljeću, što su iskoristili Osmanlije 29. svibnja 1453. godine osvojivši Konstantinopol nakon poduže opsade i bombardiranja. Tijekom Osmanskog Carstva zidine su ostale gotovo netaknute, a širenjem grada izvan zidina u 19. stoljeću otpočelo je njihovo uklanjanje.
Usprkos nebrizi mnogi dijelovi zidina su opstali i 1980-ih je Tursko ministarstvo turizma i kulture otpočelo njihovu veliku obnovu u izvorni oblik. Od 1985. godine upisane su na UNESCO-ov popis mjesta svjetske baštine u Europi kao dio "Povijesnih područja Istanbula".

## Odlike
Zidine su bile duge oko 6,5 km od Bazilijevog tornja (grčki: Pyrgos Basileiou) ili Mramornog tornja (turski: Mermer Kule) na jugu, do "Zlatnih vrata" na 14 metara nadmorske visine, te dalje do "Regijskih vrata" (Mevlevihane Kapısı) te uz sedmo brdo do "Vrata sv. Romana" na 68 m nadmorske visine, odakle se spuštaju u dolinu rijeke Lycus (35 m nadmorske visine) te uz Šesto brdo do "Hadrijanopolskih vrata" (76 m nadmorske visine), i naposljetku do sjeverne obale poluotoka "Zlatnog roga". Sačuvani dio je dug 5,630 metara i čine ga južni dijelovi uz Mramorno more do četvrti Blachernae na sjeveru.
Zidine su imale veće "Unutarnje zidine" i manje "Vanjske zidine", odvojene tersom od 15-20 metara širine, te jarkom ispred Vanjskih zidina. Unutarnje zidine, 5 m debele i oko 12 m visoke, su bile čvrste gradnje od vapnenca i cementa s komadima terakote. Bile su ojačane svakih 55 metara s 96 kvadratičnih i osmerokutnih tornjeva visokih od 18-20 metara.
Vanjske zidine su bile debele 2 metra u svojoj osnovi i imale su šetnicu na visini od oko 8.5 metara. I one su imale 96 tornjeva s obrambenim krijestama, i to svaki između dva unutarnja tornja.
U grad se ulazilo kroz devetora vrata od kojih su samo troja zasigurno poznata: Zlatna vrata, Vrata od Rheisona i Vrata od Charisiusa (Vrata od Adrianopolisa).
- Palača Porfirogenta ("rođenih u porfiru", što je bio naziv za careve)
- Između unutarnjih i vanjskih zidina
- Ruine zidina danas
- Utvrdu Yedikule ("sedam tornjeva") izgradili su osmanlije na mjestu Zlatnih vrata
- Četvrt Surlari uz zidine

## Vanjske poveznice
- 3D rekonstrukcija Teodozijevih zidina na Bizant 1200. (engl.)